# Roger Mejía
Roger Daniel Mejía Cortez (Managua, 30 aprile 1984) è un ex calciatore nicaraguense, di ruolo difensore.

## Carriera

### Club
Comincia a giocare nell'América Managua. Nel 2009 si trasferisce al Walter Ferreti. Nel 2013 viene acquistato dal Diriangén. Nel 2015, al termine di una stagione in cui non è mai sceso in campo, rimane svincolato.

### Nazionale
Ha debuttato in Nazionale il 28 febbraio 2007, in Guatemala-Nicaragua (1-0). Ha partecipato, con la maglia della Nazionale, alla Gold Cup 2009. Ha collezionato in totale, con la maglia della Nazionale, 5 presenze.

## Palmarès

### Club

#### Competizioni nazionali
- Primera División de Nicaragua: 2

Walter Ferreti: 2009-2010, 2010-2011